# 로버트 클라크

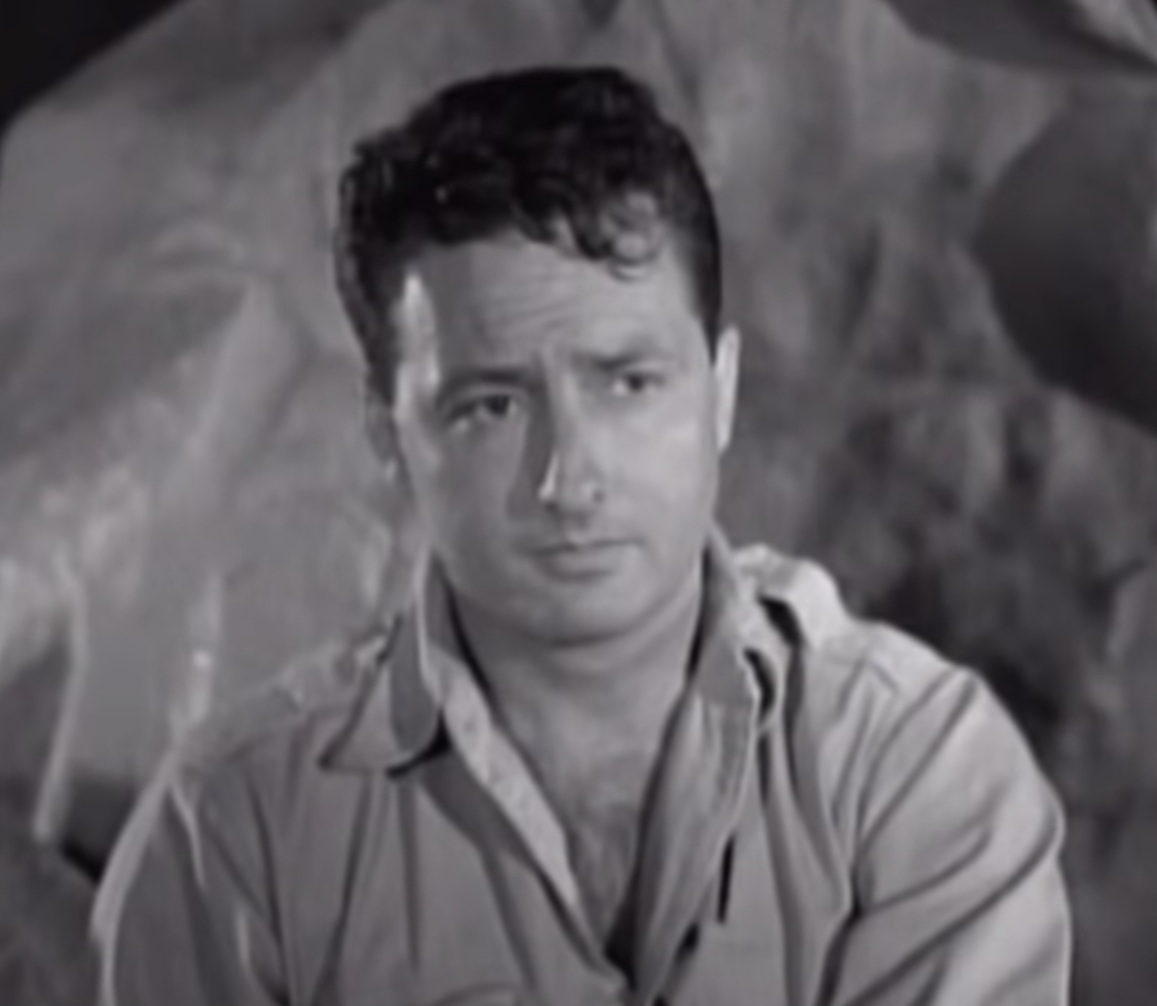

로버트 클라크(Robert Clarke, 1920년 6월 1일 ~ 2005년 6월 11일)은 미국의 배우, 영화 감독이다.
오클라호마시티에서 태어났다.